# Matjaž Kopitar
Matjaž Kopitar (Jesenice, 6 novembre 1965) è un allenatore di hockey su ghiaccio ed ex hockeista su ghiaccio sloveno.

## Biografia
Matjaž Kopitar è padre dei giocatori Anže Kopitar e Gašper Kopitar.

## Carriera

### Giocatore
Ha giocato perlopiù in patria (nel campionato jugoslavo prima, in quello sloveno dopo il 1991), se si eccettua un triennio (1997-2000) giocato con il DEK Klagenfurt, allora in seconda serie). Tra il 2001 e il 2003 è stato allenatore-giocatore del Maribor. Ha vestito la maglia sia della Jugoslavia (un'edizione del mondiale di gruppo B, 1991) che della Slovenia (due edizioni del mondiale di gruppo C, 1993 e 1994).

### Allenatore
Dopo l'esperienza a Maribor, ha allenato a più riprese la nazionale della Slovenia, dapprima come assistente allenatore (dal 2003 al 2010), subentrando poi a John Harrington come primo allenatore. Ha ricoperto questo ruolo tra il 2010 e il 2015, poi nella stagione 2017-2018 e nuovamente a partire dal 2019. Ha guidato quindi gli sloveni a tre edizioni del campionato mondiale di hockey su ghiaccio top division, quattro di prima divisione, nonché alle olimpiadi di Soči 2014.